# Радиокомпозиция
Радиокомпозиция — жанр радиожурналистики, представляющий собой художественный монтаж из элементов различных видов искусства, как то: литературный и документальный тексты, отрывки музыкальных произведений и спектаклей, малые жанры фольклора и т. д. Радиокомпозиция строится по принципу подчинённости всех её составных частей общей теме или идее и, как правило, сопровождается комментариями ведущего. При этом ведущий не отвлекает внимание аудитории от сюжета длинными текстами, а только лишь связывает все элементы радиокомпозиции в единое целое. Сами элементы должны быть соразмерны по продолжительности и равноправны по содержанию, объединены общей логикой и стилем. Современные радиокомпозицияи чаще всего приурочены к праздникам и памятным датам.

Разновидностью радиокомпозиции является радиофильм.

## История радиокомпозиции
Первые радиокомпозиции в России прозвучали в СМИ в начале 20-х годов. В 1924 году В. Яхонтов представил публике композицию-моноспектакль «На смерть Ленина», состоявшую из фрагментов произведений художественной литературы, газетных статей, историко-революционных документов, писем и мемуаров. С конца 20-х — начала 30-х годов радиокомпозиции стали постоянно присутствовать в эфире, в том числе как часть радиогазет. Например, «С новым годом!» в «Рабочей радиогазете» от 31 декабря 1927 г. Она была составлена из тостов, которые по порядку произносили конферансье, бюрократ, спекулянт, пьяница и др. персонажи, а также нескольких народных песен, арии из оперы Д. Верди «Травиата» и частушек. Радиокомпозиции этого времени носили политический или биографический характер и основной задачей ставили прославление социализма. 

В предвоенное время жанр находился под сильным влиянием первых пятилеток и воодушевления от строительства нового общества. В центре сюжета оказывались крупные стройки и герои труда. Примером может служить радиокомпозиция А. Тарковского «Повесть о сфагнуме». Он написал её в ритме трудового марша, используя в своем произведении стихи, трудовые песни, историческую справку, сценки из жизни и хор.

Современные радиокомпозиции в большей степени ориентированы на то, чтобы в развлекательной манере просвещать слушателя об исторических событиях и знаменитых личностях.

## Примеры
- «По обе стороны рампы» в честь 150-летия со дня рождения шведского писателя А. Стриндберга.
- «Петербургский контрапункт» Л. Дубшана.
- «Повтори творящие слова» по стихам Б. Пастернака.